# Ignacio María Ruiz de Luzuriaga
Ignacio María Ruiz de Luzuriaga (Villaro, 1763-Madrid, 1822) fue un médico español pionero de la salud pública en España. 
Fue relevante su aportación en la implantación de la variolización y la vacunación contra la viruela en España, también sus manuscritos sobre los niños abandonados.

## Trayectoria profesional
Nació en Villaro, provincia de Vizcaya, en 1822. Su padre fue médico  titular de Bilbao. 
Sus primeros estudios los hizo a partir de 1777 en el Seminario de Vergara, centro docente creado por la Sociedad Bascongada de Amigos del País para la educación de los hijos de la aristocracia y burguesía vascongadas.
Posteriormente realizó la licenciatura de medicina en la Universidad de París y el doctorado en la Universidad de Edimburgo.
La Química fue una de las materias de su máximo interés. Aprovechó su estancia en Inglaterra para interesarse por la química industrial, pues ambicionaba aplicar los conocimientos adquiridos a su regreso a España.
Tras un breve paso por la Facultad de Medicina de Montpellier, uno de los centros más notables del vitalismo científico europeo de la época, regresó a España instalándose en Madrid.
En 1790 ingresó en la Academia Médica de Madrid desde donde desarrolló una intensa actividad en el campo de la salud pública.
Su labor más destacada fue  su actuación como principal defensor y propagador de la vacuna contra la viruela en España.
Ruiz de Luzuriaga apuntó  la importancia para la salud de los colorantes utilizados por los confiteros, la adulteración de la leche por los lecheros, los vinos, el pan y otros productos alimenticios básicos. Preconizó  la necesidad de una legislación eficaz que evite los abusos en  materia alimenticia.
La higiene naval constituyó otro aspecto al que Ruiz de Luzuriaga dedicó abundantes escritos en especial la prevención del escorbuto, la potabilización del agua, reanimación de ahogados  etc.
Los niños expósitos fueron otro de los temas sociales que acapararon su atención  Resultado de esta preocupación son cinco volúmenes inéditos, Estadística Política Médica o Estado Político de los Xenodochios, Derephotropios y Horfanotrofios, o sea Casas de Amparo u Hospicio de maternidad (1817-1819), que  se guardan en la Real Academia de Medicina.     
Recurrió a la estadística para objetivar la mortalidad, los ingresos de las amas de cría y su influencia sobre la letalidad de los niños.
Otra cuestión a la que prestó atención fue la higiene de las cárceles en España.
Su cualidad políglota le hizo ser traductor de distintos textos médicos.
Falleció en Madrid en 1822.